# マイキー・ウィリアムズ
マイキー・ウィリアムズ（Mikey Williams）ことマイケル・アンソニー・ウィリアムズ（Michael Anthony Williams、2004年6月26日 - ）は、アメリカ合衆国・カリフォルニア州サンディエゴ出身のバスケットボール選手。ポジションはシューティングガード。

## 来歴

### 生い立ち
生後11ヶ月でバスケを始め、両親の指導のもとで、自宅のアパートの近くにある屋外コートで練習した。正義感が強く、小学校ではしばしばいじめっ子たちと喧嘩していた。またサン・イシドロ高等学校でボールボーイとして働いており、同校のヘッドコーチのテリー・タッカーによると非常に練習熱心で、中々ジムから出ようとしなかったという。7年生と8年生の時点で、2023年のクラスでナンバーワンの評価を受けた。その後アマチュア運動連合のノースコースト・ブルーチップスに転校し、レブロン・ジェームズの息子であるブロニー・ジェームズと共にプレーした。2019年はコンプトン・マジックでプレーした。

### ハイスクール
かつてボールボーイとして働いたサン・イシドロ高等学校に進学。2019年11月20日のデビュー戦で41得点を記録すると、続く試合では50得点を記録。さらに12月13日には高校でのキャリアハイとなる77得点を記録し、カリフォルニア州の新人最多得点記録を更新した。2020年1月10日にはエバン・モブリー擁するランチョ・クリスチャン・スクールと対戦し、試合には敗れたものの35得点を記録した。1年目のシーズンは平均29.9得点・6.7リバウンド・4.9アシストの成績を記録。チームを州大会優勝に導き、マックスプレップス年間最優秀新人選手賞を受賞した。
その後、2年目のシーズンを前にレイクノーマン・クリスチャンスクールに転校した。

### リクルート
ウィリアムズは2023年のクラスでトップ5の評価を受けており、ESPN、ライバルズ、247スポーツの主要3サイトからいずれも5つ星で評価された。また高校入学時点で既にNCAAのアリゾナ大学、アリゾナ州立大学などからオファーを受けていたウィリアムズは、2020年6月にHBCUへの進学にも関心があることを表明。同月22日にHBCU5校を含む10の大学を進学先トップ10として挙げた。

## 人物
早くから注目を集めていたため、高校入学時点でInstagramのフォロワーが既に100万人を超えていた。現在のフォロワーは300万人以上で、NBA選手のレブロンやケビン・デュラント、ラッパーのドレイクなど多くの著名人からもフォローされている。